# 捷波德咖啡馆

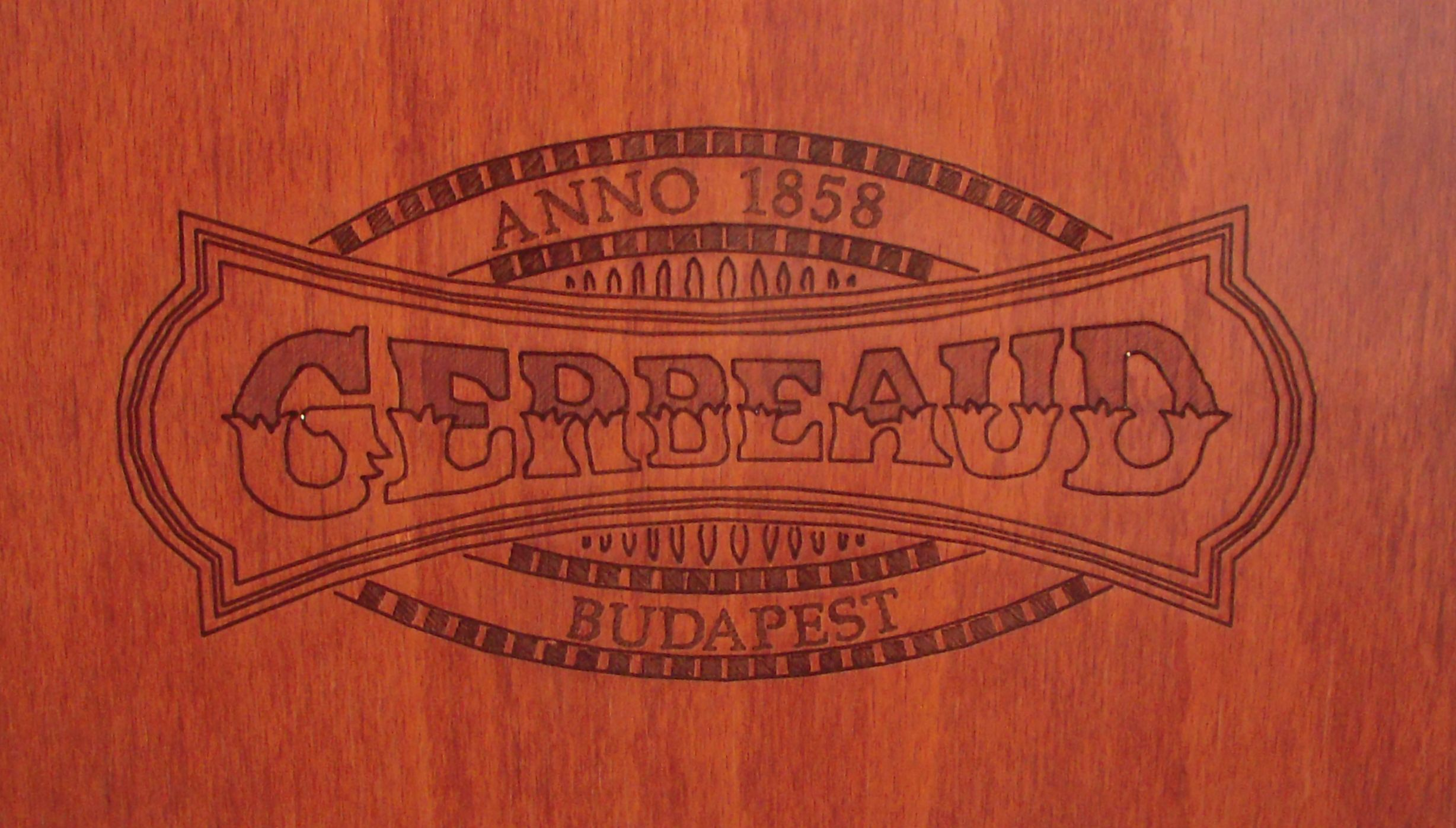
捷波德咖啡馆标志

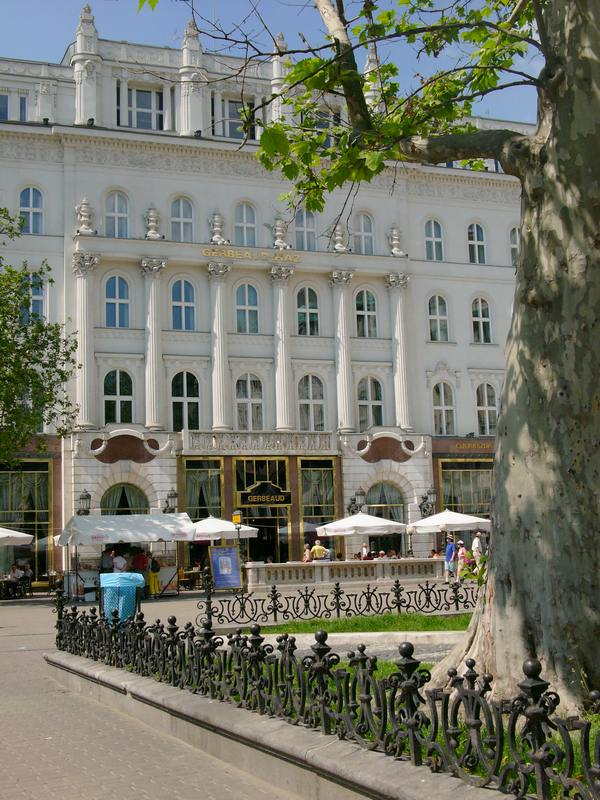
捷波德咖啡馆

捷波德咖啡馆（Café Gerbeaud）是欧洲最大最传统的的咖啡馆之一，位于匈牙利首都布达佩斯弗洛斯马提广场7号。

## 历史
该店创建于1858年，创建者是一个甜品世家的第三个孩子亨利克·库格勒。他曾在十一个欧洲国家的首都游历过，经验丰富。回国后他开了一个甜品店，很快就成了佩斯最好的一家甜品店，制作“佩斯最好的冰淇淋。”库格勒在1870年将店铺搬到市中心的弗洛斯马提广场。他的咖啡，酒、甜品和馅饼都深受顾客欢迎。
1882年，库格勒在巴黎旅行时，第一次见到埃米尔·捷波德，注意到他的才华和企业精神。1884年，库格勒邀请他到布达佩斯。后来，捷波德接手库格勒的店铺，但保留了了原来的名称。
埃米尔·捷波德也是一个甜品世家的后裔，生于日内瓦，曾在德国，法国和英国游历。他创新了上百个花色品种，以满足各种客人的需求。到1899年年底，他雇佣了150名员工。他又配备了现代化的机械，使捷波德这个名字成为品质和面包技艺的同义词。捷波德获得了国际声誉，受邀参加1897年布鲁塞尔世界博览会和1900年巴黎世界博览会。
捷波德的甜品店采用大理石，进口木材和青铜进行装饰，天花板粉刷成路易十四的洛可可风格，大吊灯则受奥地利的玛丽亚·特里萨的启发。
1919年11月8日，捷波德去世，店铺由他的妻子继承。此后店铺仍保留“捷波德”的名字。但是在1950年至1984年3月期间，它改名为“弗洛斯马提”。1995年，德国商人欧文·弗朗茨·穆勒买下这家甜品店，进行大规模装修，消除过去50年的痕迹，恢复捷波德时代的 风格。
2009年，捷波德咖啡甜品店在日本东京开设了第二个店。

## 画廊

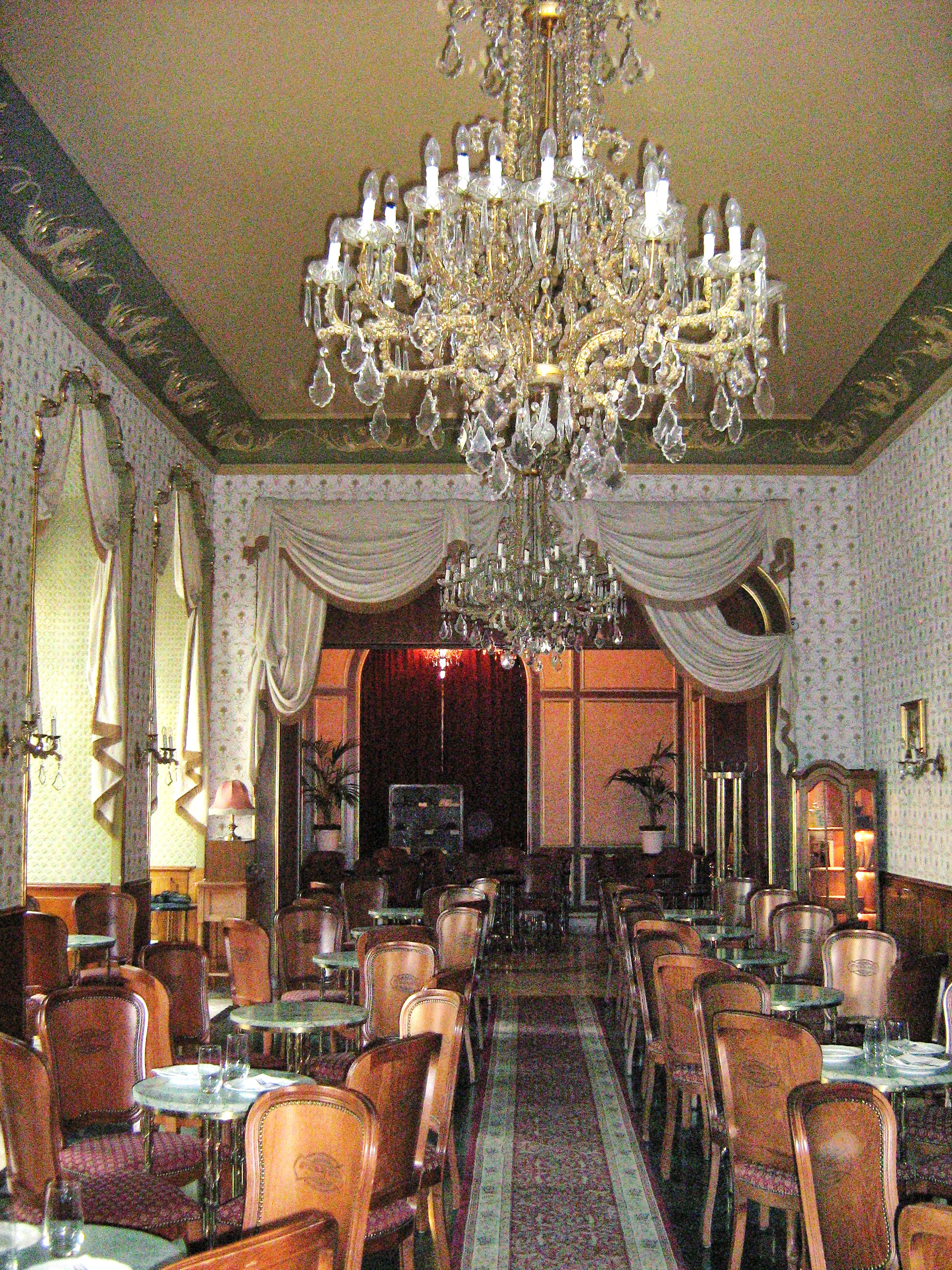
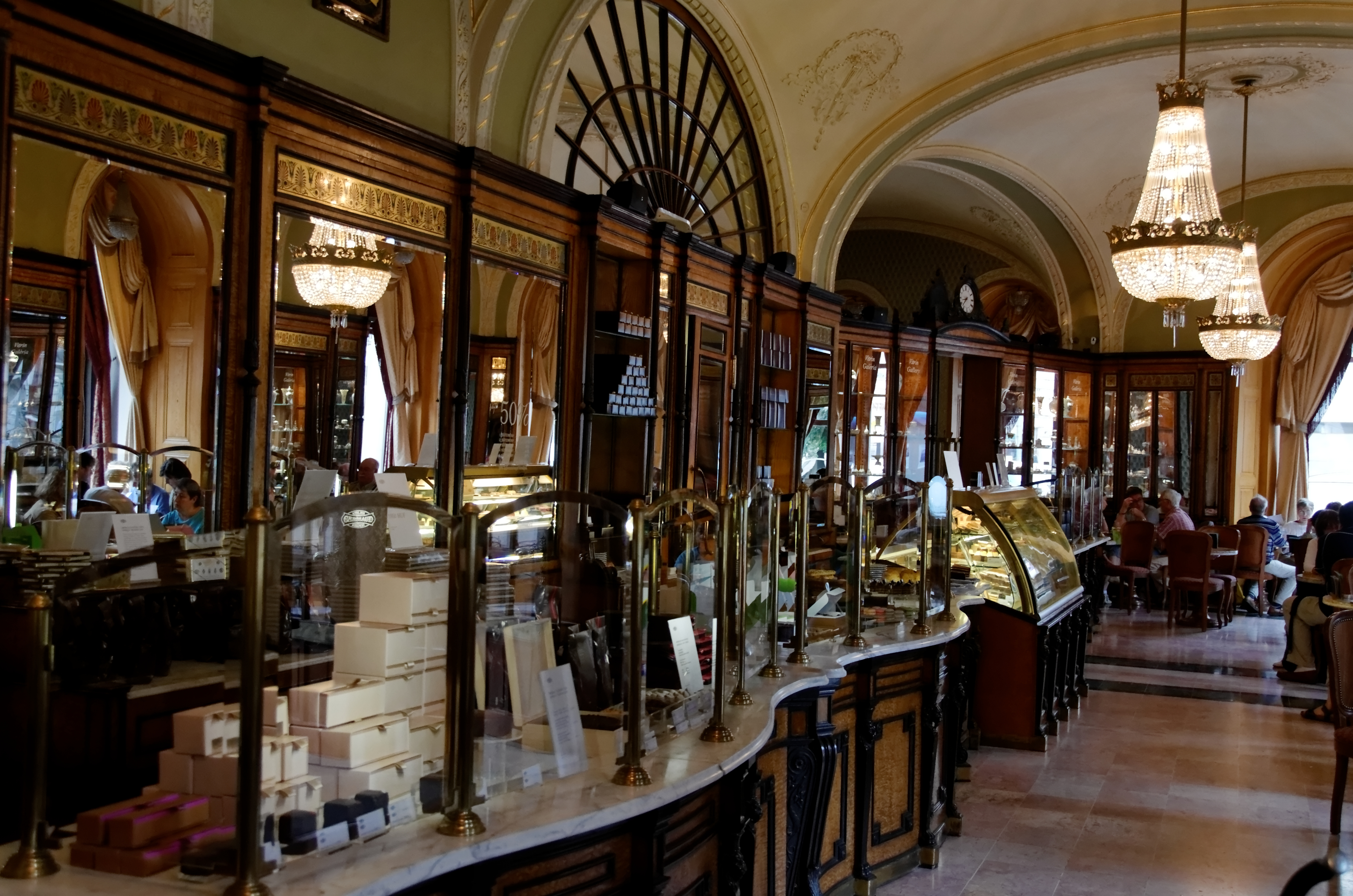
糖果店
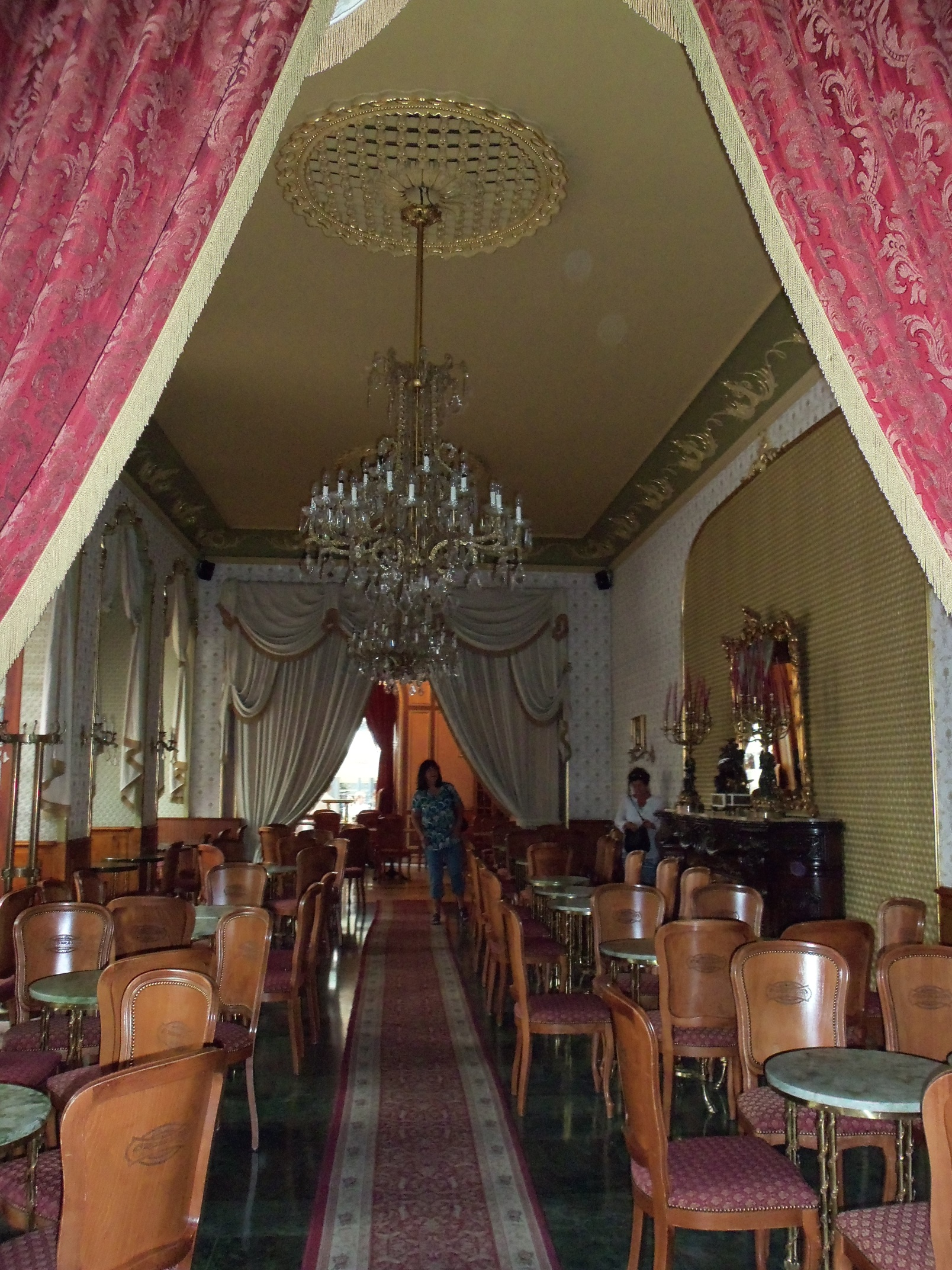
内部
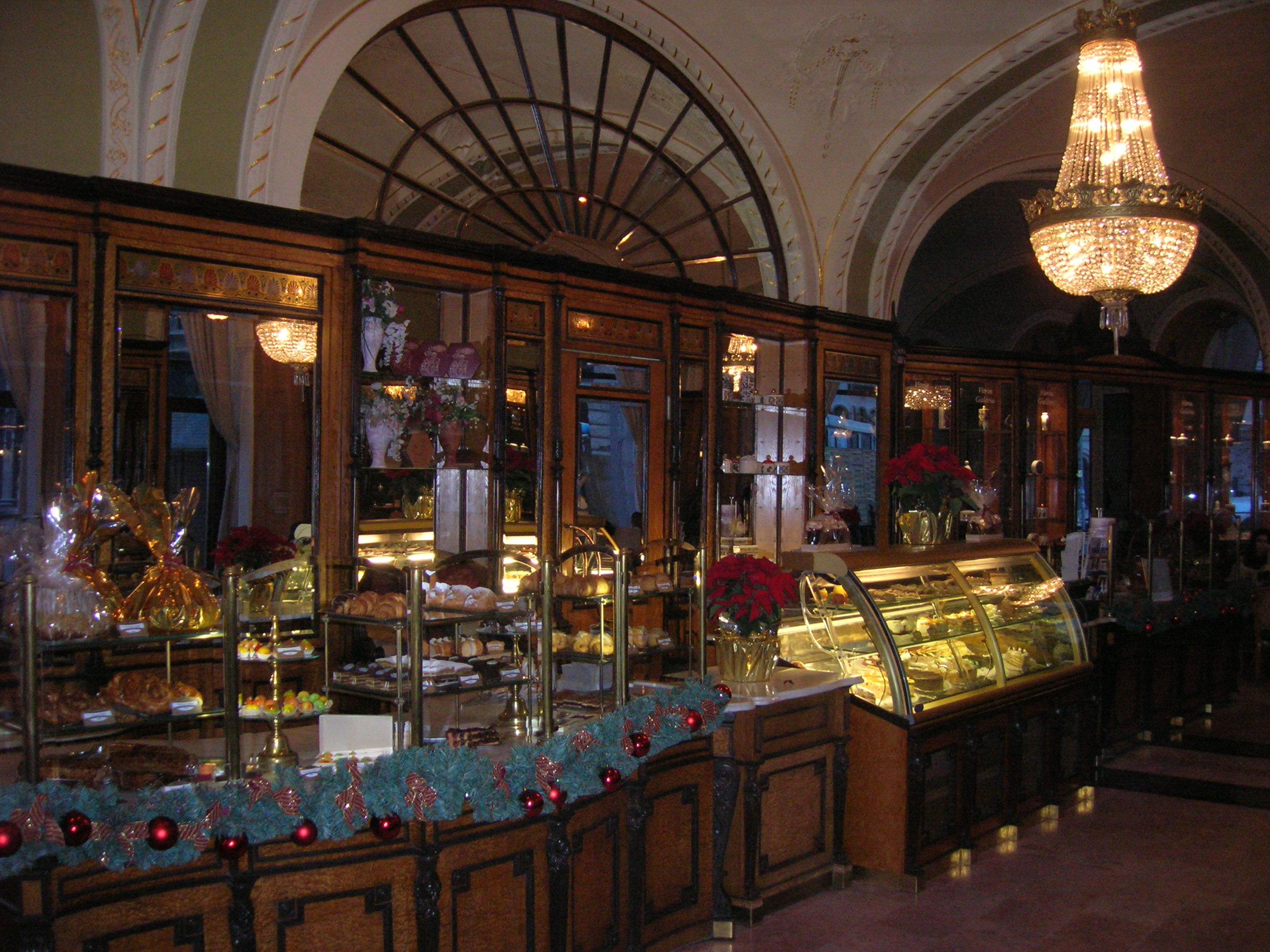
内部